# Komitet Działyńskiego

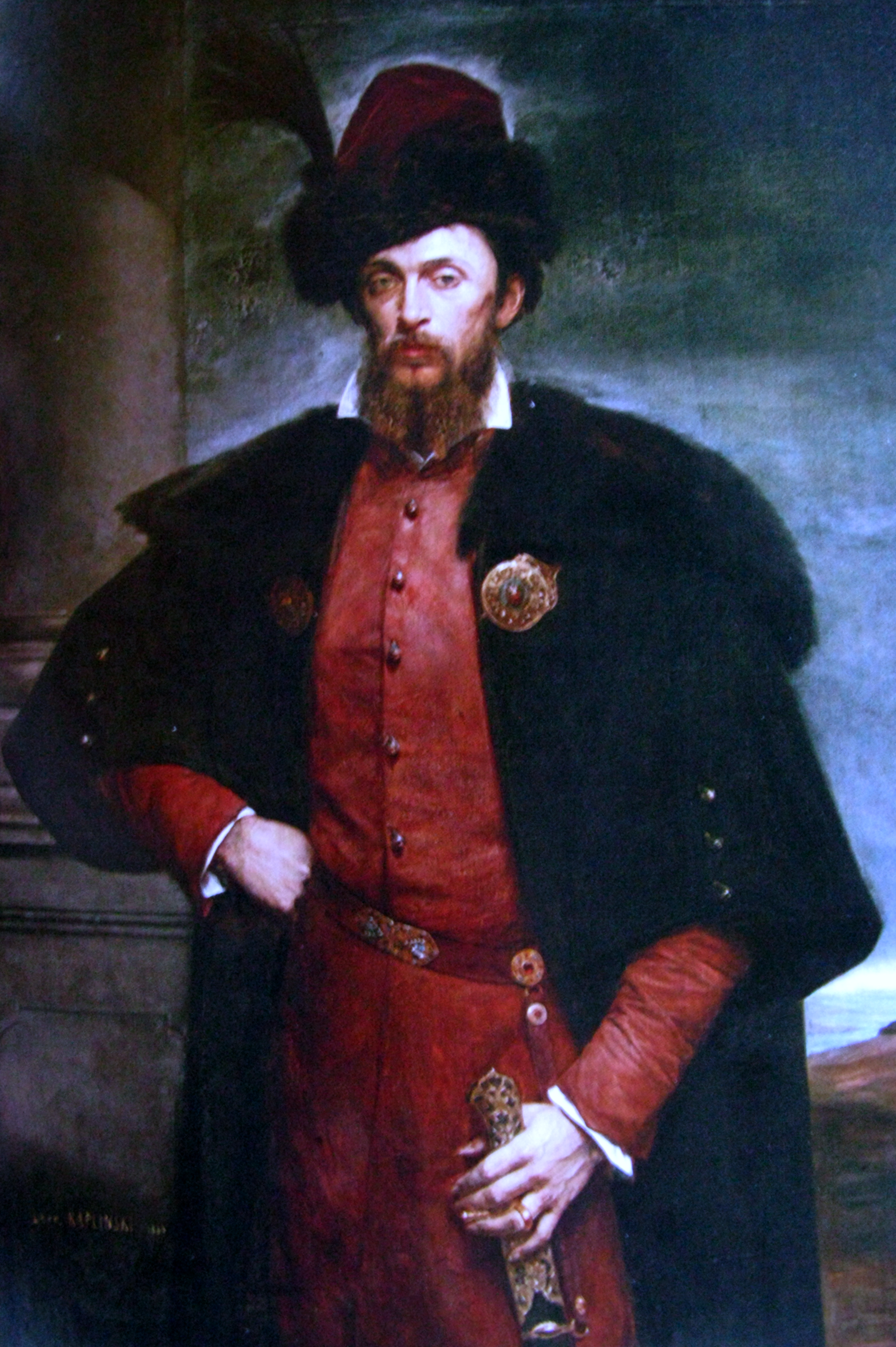
Jan Kanty Działyński

Komitet Działyńskiego – nieformalna nazwa komitetu skupionego wokół Jana Kantego Działyńskiego. Komitet działał w Poznaniu w 1863 i miał na celu wspomaganie finansowe i militarne powstania styczniowego w Królestwie Polskim.
Oprócz Działyńskiego członkami Komitetu byli m.in.: Aleksander Guttry, Władysław Niegolewski, Włodzimierz Wolniewicz i Roger Maurycy Raczyński. Działacze ci zbierali środki finansowe, dokonywali zakupów broni i jej ekspedycji na teren Królestwa, a także formowali oddziały powstańcze (łącznie zwerbowano i wysłano do walki trzy oddziały w liczbie 1500 żołnierzy).
Komitet zebrał 132 tysiące franków, nabyta broń kosztowała 216 tysięcy. Już w połowie marca 1863 roku zgromadzono 1600 karabinów i zamówiono kilka tysięcy dalszych.
Komitet, mimo niesprzyjających warunków, działał sprawnie, ale ostatecznie został zinfiltrowany i rozbity przez pruskiego zaborcę. 7 lipca 1864 rozpoczął się w Berlinie proces Wielkopolan udzielających pomocy powstaniu styczniowemu lub w nim walczących (ogółem 149 osób). Obrońcami było siedmiu adwokatów niemieckich i dwóch polskich – wszyscy wykazywali się dużym poświęceniem sprawie obrony oskarżonych. Wyrok zapadł 23 grudnia 1864. Skazano 38 Polaków, m.in.:
- Józefa Alojzego Seyfrieda – na karę śmierci (zaocznie, nigdy nie wykonano, był aresztowany przez Austriaków, a potem wyemigrował),
- Edmunda Calliera – na 15 miesięcy twierdzy,
- Kazimierza Szulca – na rok fortecy[3].